# Башелю, Жильбер Дезире Жозеф
Жильбер Дезире Жозеф Башлю (фр. Gilbert Désiré Joseph Bachelu; 1777—1849) — французский военный деятель, дивизионный генерал (1813 год), барон (1810 год), участник революционных и наполеоновских войн. Имя генерала выбито на Триумфальной арке в Париже.

## Биография
Родился в семье советника счётной палаты Доля Клода Башлю (фр. Claude Joseph François Xavier Bachelu; 1740-1804) и его супруги Анны Перре (фр. Anne Josèphe Perrey). 2 февраля 1794 года поступил в звании младшего лейтенанта в артиллерийско-инженерное училище в Меце. По его окончании был направлен в действующую армию. С 1795 по 1797 годы служил в Рейнской армии. 21 марта 1795 года был произведён в лейтенанты. 19 июня 1795 года – в капитаны. Служил под командой генерала Моро. После поражения Самбро-Маасской армии генерала Журдана 24 августа 1796 года при Амберге, участвовал в достопамятном 40-дневном отступлении Рейнской армии из Баварии через теснины Шварцвальда.
В мае 1798 года был зачислен в состав Восточной армии Бонапарта и участвовал в Египетской экспедиции. С 14 по 16 августа 1799 года участвовал в обороне Коссейра. В апреле 1800 года проявил себя при осаде Каира, и 1 мая 1800 года был произведён генералом Клебером в командиры батальона.
После возвращения во Францию, был назначен 24 ноября 1801 года заместителем директора фортификаций. 8 января 1802 года присоединился в Бресте к экспедиционному корпусу генерала Леклерка, и принял участие в экспедиции на Сан-Доминго против повстанцев Туссен-Лувертюра. С 4 по 24 марта был при осаде Крит-а-Пьеро. 12 июля 1802 года произведён в полковники и назначен адъютантом генерала Леклерка. 4 января 1803 года с Полиной Бонапарт, вдовой генерала Леклерка, вернулся во Францию и высадился в Рошфоре, после того, как попытки подавить восстание на Сан-Доминго закончились неудачей. 18 января 1803 года был утверждён в звании полковника. 19 декабря 1803 года был назначен директором фортификаций и начальником штаба инженерных войск в Булонском лагере.
1 февраля 1805 года был поставлен Наполеоном во главе 11-го полка линейной пехоты, который был частью пехотной дивизии Буде в лагере Утрехт. В составе 2-го армейского корпуса Великой Армии принимал участие в Австрийской кампании 1805 года. С 1806 года снова действовал на одном из отдалённых театров боевых действий — в Далмации. Участвовал в обороне Рагузы, затем захватил Каттаро, а 30 сентября 1806 года атаковал при Кастельнуово отряд черногорцев в 5000 человек, поддержанный двумя русскими батальонами, которые опрокинул в штыковой атаке. Участвовал в Австрийской кампании 1809 года. 5 июня 1809 года получил звание бригадного генерала, и возглавил бригаду в составе 2-й пехотной дивизии генерала Клозеля 11-го армейского корпуса Армии Германии.
1 января 1810 года был назначен командиром бригады 1-й пехотной дивизии Армии Иллирии. С 6 февраля 1811 года выполнял функции заместителя коменданта Данцига. 12 мая 1811 года вошёл в штаб Данцига.
1 сентября 1812 года возглавил 3-ю бригаду 7-й пехотной дивизии в корпусе под началом маршала Макдональда, который действовал севернее главных сил и участвовал непосредственно в боевых действиях в основном на завершающем этапе кампании. Дивизионным командиром Башлю был генерал Гранжан. 27 декабря вступил в Тильзит. При отступлении из Тильзита в Данциг бригада Башлю возглавляла арьергард. 3 января 1813 года, бригада у местечка Лабиау (ныне Полесск) была атакована отрядом генерал-майора Шепелева, и отступила, потеряв 500 пленных и 3 орудия.
После неудачи в Русском походе Башлю возвращается в Данциг, и с 18 января 1813 года участвует в его обороне под началом любимца императора Наполеона генерала Жана Раппа. Оказавшись в глубоком тылу наступающих русских, австрийских и прусских войск, гарнизон города мужественно держался, но 2 января 1814 года вынужден был капитулировать, и Башлю, произведённый 26 июня 1813 года, в ходе осады, в дивизионные генералы, попал в русский плен. Однако буквально через несколько месяцев война окончилась и генерал получил возможность вернутся во Францию.
Во время Ста дней генерал присоединился к Наполеону и возглавил одну из дивизий главной армии (в корпусе Рея), сражался при Катр-Бра и при Ватерлоо, причем его часть понесла большие потери, а сам Башлю был ранен.
После второй реставрации Бурбонов арестован, затем выслан из Франции, но уже в 1817 году получил возможность вернутся. 1 декабря 1824 года вышел в отставку. После революции 1830 года, наряду с другими бонапартистами на какое-то время вернулся на службу, командовал военным округом, избирался депутатом парламента. 30 января 1848 года окончательно вышел в отставку.

## Воинские звания
- Младший лейтенант (2 февраля 1794 года);
- Лейтенант (21 марта 1795 года);
- Капитан (19 июня 1795 года);
- Командир батальона (1 мая 1800 года, утверждён 10 октября 1801 года);
- Полковник (12 июля 1802 года, утверждён 18 января 1803 года);
- Бригадный генерал (5 июня 1809 года);
- Дивизионный генерал (26 июня 1813 года).

## Титулы

Герб барона

- Барон Башлю и Империи (фр. baron Bachelu et de l'Empire; декрет от 15 августа 1809 года, патент подтверждён 25 августа 1810 года в Сен-Клу)[3][4].

## Награды
Легионер ордена Почётного легиона (11 декабря 1803 года)
 Офицер ордена Почётного легиона (14 июня 1804 года)
 Кавалер военного ордена святого Людовика (19 июля 1814 года)
 Командор ордена Почётного легиона (13 октября 1830 года)
 Кавалер ордена святого Духа